# 克拉克斯 (路易斯安那州)
克拉克（英語：Clarks），是美国路易斯安那州下属的一座村镇。根据2010年美国人口普查，该市有人口1,017人。建置上，属于“village”。